# Мала пагода диких гусей

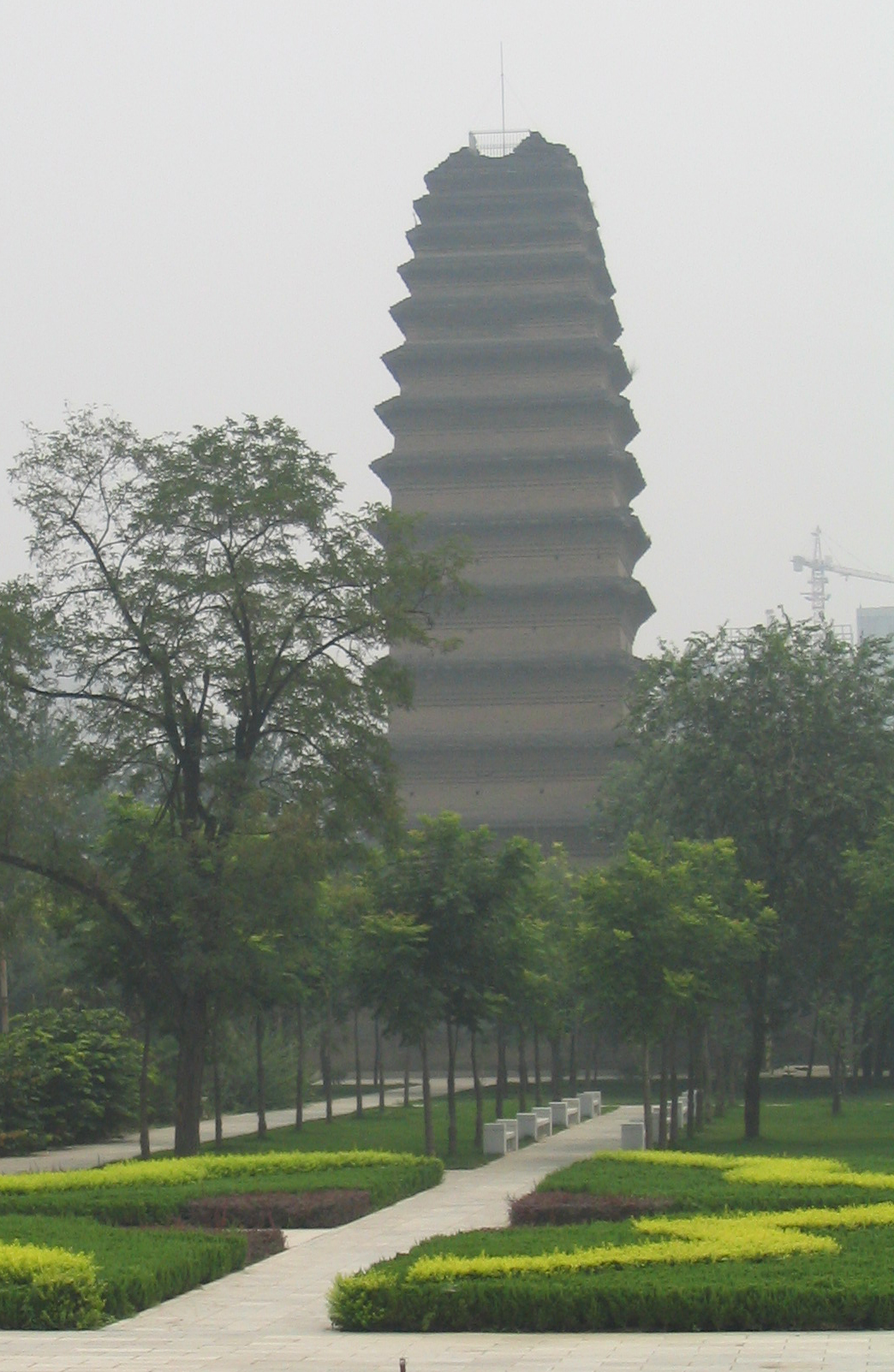

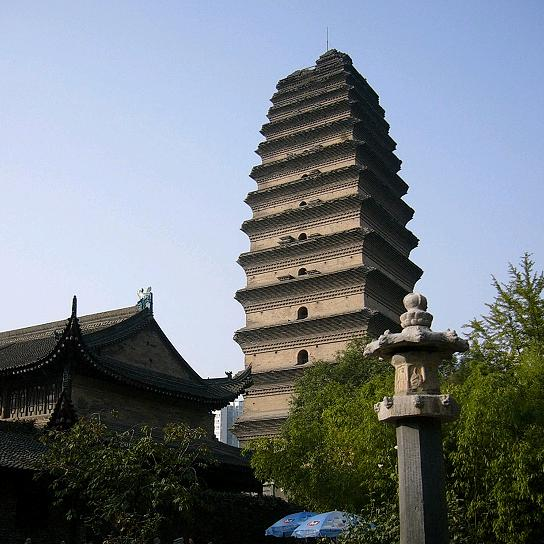

Мала пагода диких гусей (кит.: 小雁塔, піньїнь: Xiǎoyàn Tǎ, Сяояньта) — найбільша пам'ятка китайської архітектури, зведена з цегли в Чан'ані в той час, коли він був столицею династії Тан і найбільш населеним містом планети.

## Історія
Побудована для розміщення буддистських рукописів індійського походження з ініціативи монаха-мандрівника Іцзіна, який зміг умовити імператора Гао-цзуна в 707-709 на будівництво, яке багато в чому спонсорували наложниці імператора.
У пагоду кілька разів потрапляла блискавка, вона пережила кілька землетрусів. Під час Великого землетрусу в 1556 45-метрова споруда пішла в землю на два метри, в такому вигляді вона й дійшла до наших днів.
Те, що пагода не зруйнувалася протягом кількох землетрусів, вважається дивом, та пагоді приписуються містичні властивості. Сучасне дослідження ґрунтів показало, що пагода стоїть на круглій кам'яній брилі, яка поміщена в м'які породи. У момент землетрусу брила відхиляється вбік, подібно іванцю-киванцю, а потім повертається у початкове положення.
Навколо малої пагоди розташований великий парк з декількома буддійськими храмами, а також фонтаном. У глибині парку — Музей Сіаня з численними експонатами про історію міста і династіях китайської історії.